# Diospyros quaesita
Diospyros quaesita är en tvåhjärtbladig växtart som beskrevs av George Henry Kendrick Thwaites. Diospyros quaesita ingår i släktet Diospyros och familjen Ebenaceae. Inga underarter finns listade i Catalogue of Life.